# Calycophyllum candidissimum
El madroño de Nicaragua, sálamo o migraña (Calycophyllum candidissimum (Vahl) DC.) es una especie arbórea perteneciente a la familia de las rubiáceas. 

## Descripción
Este árbol puede llegar a medir 15 a 20 m de altura con un DAP (diámetro a la altura del pecho) de 3 dm .  Su corteza rojiza exfoliante (se despega del tronco en láminas delgadas) es muy característica de esta especie. La madera es dura y de un grano muy fino. En Panamá es utilizada como carbón. Las hojas son de forma obovada y llegan a medir hasta 15 cm de largo. Son glabras (sin pelos). Las estípulas son caducas (no son permanentes). Las flores son blancas y muy llamativas porque el lóbulo del cáliz es muy expandido. Emana una fragancia dulce. Los frutos son cápsulas pequeñas oblongas que se abren desde el ápice.

## Distribución y hábitat
Crece en la costa del Pacífico desde México, Guatemala, El Salvador, Honduras, Nicaragua, Costa Rica, Panamá y Cuba  hasta Colombia, Ecuador y Venezuela y cuando florece (en los meses de noviembre a febrero) adquiere el aspecto de una masa blanco-cremosa uniforme, que lo destaca entre las tonalidades verdes del bosque tropical árbol indio de los indios

## Nombre vulgar
Se le da el nombre de madroño en Nicaragua (mismo nombre que se le da al fruto del Arbutus unedo), de harino o alazano en Panamá, de urraca en Honduras, de camarón en México, de sálamo en Costa Rica (así también se le denomina en algunas regiones de Nicaragua), de dágame o dagame en Cuba. Crece en México, Cuba, Centroamérica y hasta la parte norte de la América del Sur, con altura media de 15 a 20 metros; de ramas flexibles, color rojo marrón, lustrosas, generalmente con escamas. La madera es pesada, fuerte, de grano fino, elástica y fácil para ser elaborada; se emplea en mangos de herramientas, postes, leñas y carbón. En los Estados Unidos se fabrican arcos con ella.

## Usos
Sus ramas en esa época, cortadas en tamaños adecuados, se usan en Nicaragua para adornar altares de la Purísima; y la sutil fragancia de sus flores se incorpora al humo del incienso, al fervor de los cantos y a la algarabía popular de la fiesta religiosa del 7 de diciembre de cada año.

## El madroño: el "Árbol Nacional de Nicaragua"

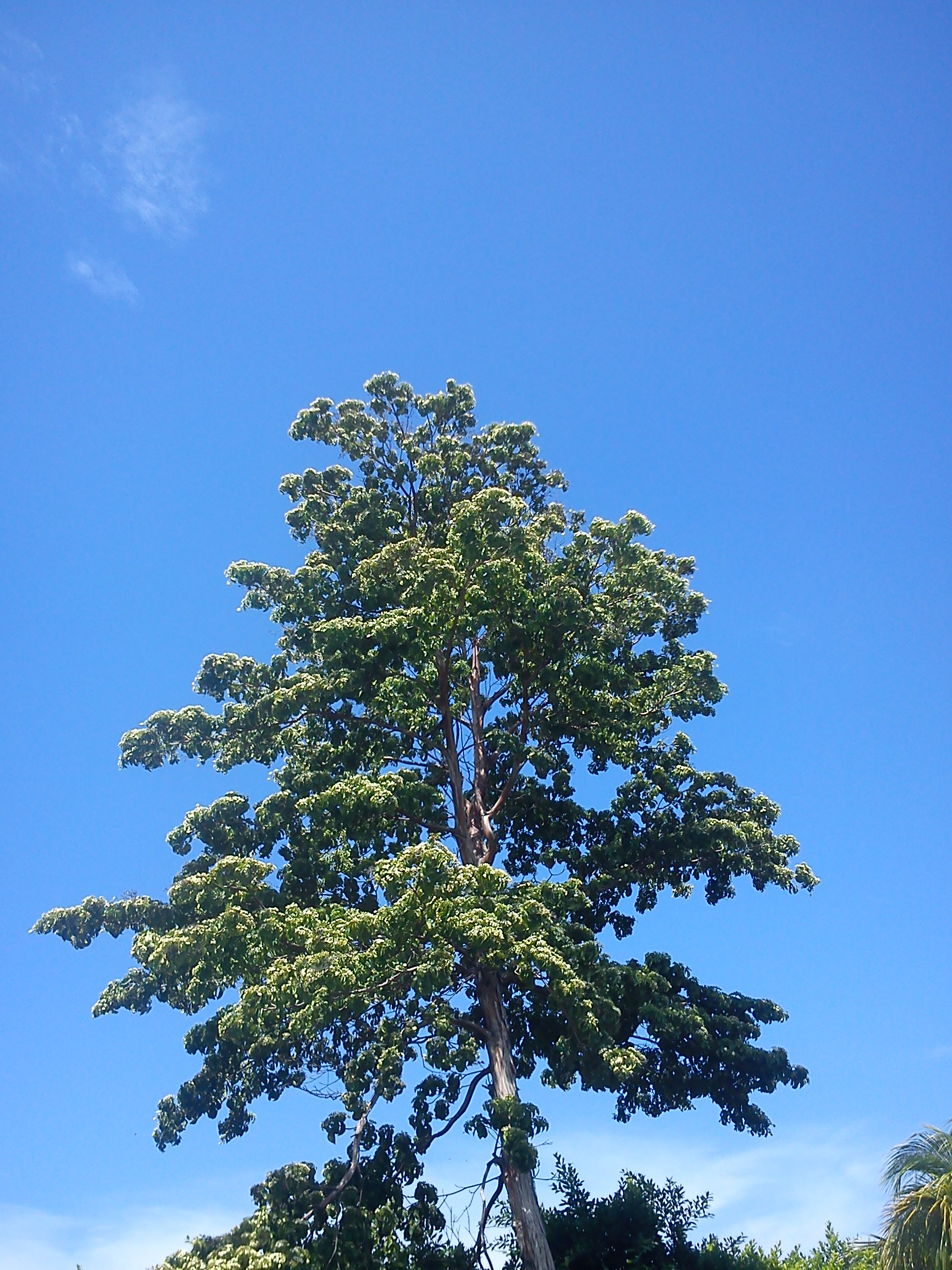
El Madroño en Managua, Nicaragua.

El madroño es el árbol nacional de Nicaragua desde 1971. En La Gaceta, Diario Oficial de la República de Nicaragua, número 194, del viernes 27 de agosto de ese año, aparece reproducido el Decreto Legislativo n.º 1891 por el cual se declara al madroño ÁRBOL NACIONAL DE NICARAGUA, y se dispone que el Día del Árbol, el último viernes de junio, sea plantado en parques, plazas, aceras y autopistas de todo el país y en el patio de cada centro de enseñanza de la Nación. Al momento de su publicación, el 27 de agosto de 1971, era Presidente de la República el dictador General Anastasio Somoza Debayle; el texto completo del Decreto es el siguiente:

SE DECLARA EL MADROÑO ÁRBOL NACIONAL DE NICARAGUA.
Decreto No. 1891 del 23 de agosto de 1971
Publicado en La Gaceta Nº 194 del 27 de agosto de 1971
El Presidente de la República,

a sus habitantes, 
Sabed:
Que el Congreso ha ordenado lo siguiente:
La Cámara de Diputados y la Cámara del Senado de la República de Nicaragua,
Decretan:
Artículo 1. Se declara el Madroño (Callycophyllum candidissimum) ÁRBOL NACIONAL DE NICARAGUA.
Artículo 2. El Poder Ejecutivo, a través de los Ministerios de Agricultura y Ganadería y de Educación Pública, dispondrá que ese árbol sea sembrado en los parques, plazas, aceras y autopistas de todo el país y para sea plantado, el Día del Árbol, en el patio de cada Centro de enseñanza.
Artículo 3. Esta Ley empezará a regir desde su publicación en “La Gaceta”, Diario Oficial.
Dado en el Salón de Sesiones de la Cámara de Diputados.- Managua, D.N, 9 de agosto de 1971.- Orlando Montenegro M., D.P.- Francisco Urbina R., D.S.- Adolfo González Baltodano., D.S.
Al Poder Ejecutivo. Cámara del Senado. Managua, D.N., 16 de agosto de 1971.- Cornelio H. Hüeck, S.P.- Pablo Rener, S.S.- Eduardo Rivas Gasteazoro, S.S.

Por Tanto: Ejecútese. Casa Presidencial. Managua, D.N., veintitrés de agosto de mil novecientos setenta y uno.- A. SOMOZA, Presidente de la República.- M. Buitrago Aja, Ministro de la Gobernación.

## Taxonomía
Calycophyllum candidissimum fue descrita por (Vahl) DC. y publicado en Prodromus Systematis Naturalis Regni Vegetabilis 4: 367, en el año 1830.
Sinonimia
- Macrocnemum candidissimum Vahl basónimo
- Mussaenda candida Poir.
- Mussaenda candidissima (Vahl) Schult.[3][4]